# 亞洲互動傳媒
亞洲互動傳媒有限公司，簡稱亞洲互動傳媒（英語：Asia Media Company Limited，東京證券交易所除牌時2149.T），曾在2002年創立位於北京市的「北京宽视网络公司」，當時从事TVPG业务。
當時股份在2007年4月26日，在東京證券交易所母體板上市。但由於原首席執行官崔建平在未經得到董事會同意下，非法佔用資金以中飽私囊，而股價由2055日圓急降至5日圓。故此红杉资本、日本最大的广告公司电通、日本最大的卫星通信公司JSAT、伊藤忠商事、NTT移动通讯公司、以及JCD公司已損失不少金錢。
經過在2008年9月20日，東京證券交易所作出以「監察非表明」進行除牌。

## 連結
- VC投资失败案例：亚洲互动传媒 “投人”投退市 2009-02-13 15:26:36 獀狐IT